# Bergsingel

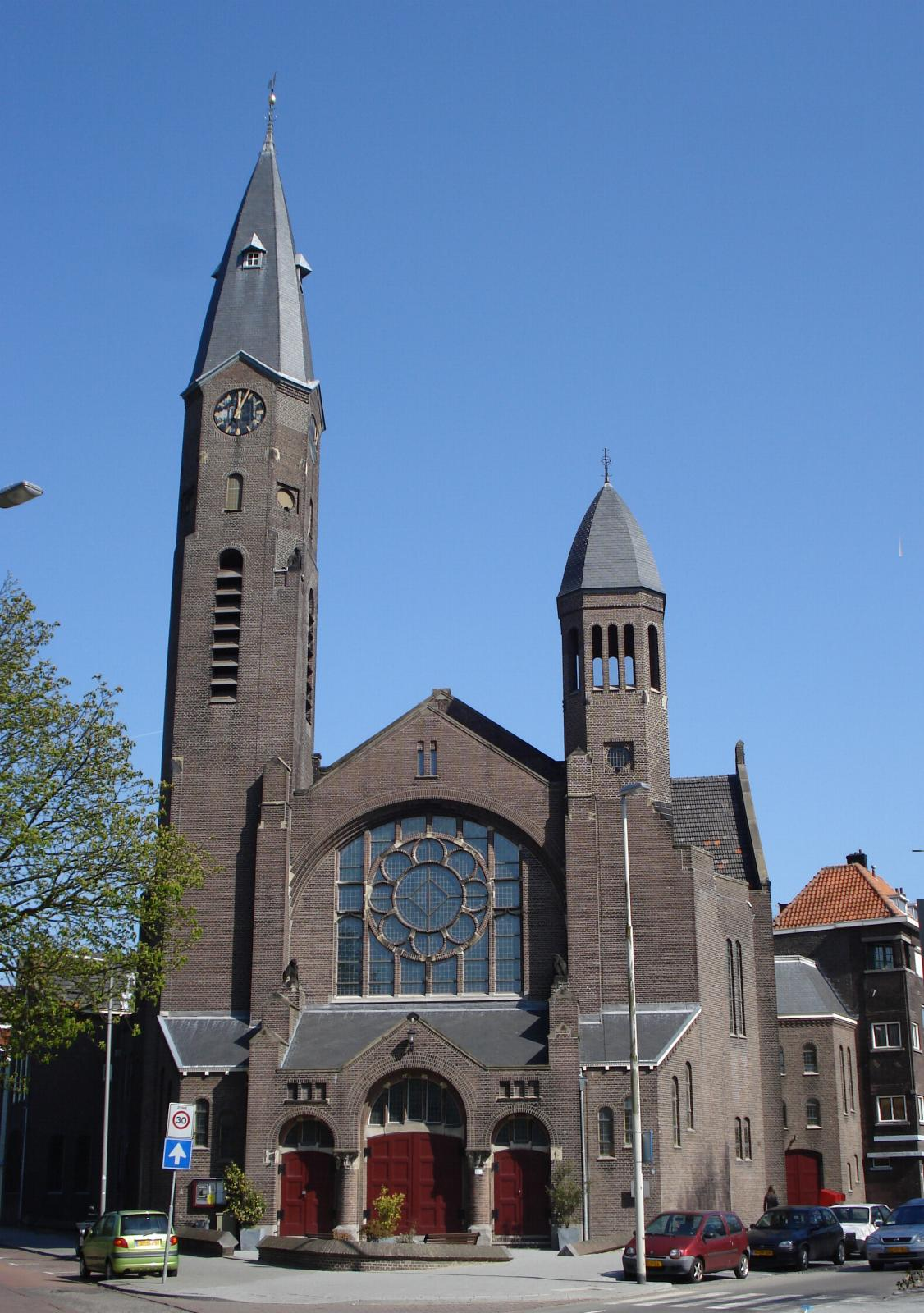
Bergsingelkerk

De Bergsingel is een singel in Rotterdam op de grens van het Oude Noorden en het Liskwartier en loopt van de Bergweg tot aan de Gordelweg.

## Geschiedenis
Het ontwerp voor de Bergsingel werd door Gerrit de Jongh in 1903 gemaakt. In 1916 was de Bergsingel grotendeels gegraven, maar aan de Bergweg op de kop van de Noordsingel stonden villa's die de verbinding blokkeerden. Deze villa's werden in 1920 afgebroken, waarna de verbinding tot stand kon worden gebracht.
Op de hoek van de Bergselaan bevindt zich de Bergsingelkerk uit 1915. Tegenover de kerk, aan de andere zijde van de Bergsingel, staat het gebouw van de Islamitische Universiteit Rotterdam (afgekort IUR), die op 1 september 2003 van start ging. De IUR herbergt drie instituten: het Islam Instituut, het Instituut voor Koranrecitatie en het Islam Onderzoeksinstituut. Tot 1991 stond aan de Bergsingel/Bergweg het Eudokia ziekenhuis.

## Anno 2007
De Bergsingel vormt samen met de Noordsingel een groene long in het dichtbebouwde Oude Noorden. De oude bebouwing is grotendeels bewaard gebleven.